# Titanate
Ne doit pas être confondu avec Titanite.
Les titanates sont des composés inorganiques dont la composition combine un oxyde de titane à un autre oxyde. Le terme est parfois utilisé plus généralement pour tout composé comportant un anion du titane, par exemple [TiCl6]2− et [Ti(CO)7]2−.
On connaît un grand nombre de titanates, dont plusieurs ont une importance économique. Ce sont typiquement des matériaux blancs, diamagnétiques, à haut point de fusion et insolubles dans l'eau, que l'on prépare généralement à haute température (par exemple en utilisant un four tubulaire (en)) à partir de dioxyde de titane.
Plusieurs titanates sont connus à l'état naturel, c'est-à-dire sous la forme de minéraux, dont les principaux sont l'ilménite FeTiO3 et la pérovskite CaTiO3.
Dans la quasi-totalité des cas, le titane a dans les titanates une coordination octaédrique (coordinence 6). Dans les cristaux de titanates il n'y a pas toujours un oxoanion du titane bien identifié (comme [TiO3]2− ou [TiO4]4−) mais souvent un cation Ti4+ ou des situations intermédiaires.

## Orthotitanates
Les orthotitanates ont pour formule M2TiO4, où M représente un métal divalent. Un exemple d'un tel matériau est le titanate de magnésium Mg2TiO4, qui adopte la structure spinelle. En fait les orthotitanates ne comportent presque jamais des groupes [TiO4]4− bien identifiés, à l'exception de Ba2TiO4.

### Acide titanique et esters
L'acide orthotitanique (ou acide titanique, ou hydroxyde de titane) est le composé H4TiO4 (numéro CAS 20338-08-3). Ce matériau, assez mal défini, est obtenu par hydrolyse de TiCl4. C'est un solide instable qui se décompose en dioxyde de titane et eau.
On connaît divers esters de l'acide orthotitanique, par exemple l'isopropoxyde de titane Ti[OCH(CH3)2]4. Les esters dérivés d'alcools plus petits adoptent des structures plus complexes dans lesquelles le titane est en coordination octaédrique.

## Métatitanates
Les métatitanates ont pour formule MTiO3, où M est un cation métallique divalent. Ils ne présentent pas d'anions TiO32− bien identifiés.
- Certains cristallisent en un empilement hexagonal compact analogue à celui du corindon. C'est notamment le cas de l'ilménite FeTiO3, un minéral important économiquement.
- D'autres cristallisent dans la structure pérovskite, dont notamment la pérovskite elle-même, minéral de composition CaTiO3 ( titanate de calcium).
  - Le (méta)titanate de baryum BaTiO3 est une pérovskite ferroélectrique.
- Le titanate de lithium Li2TiO3 cristallise dans le système monoclinique (il en existe aussi un polymorphe cubique de haute température).

## Titanates complexes
On connaît des titanates plus complexes que les orthotitanates et les métatitanates, comme le titanate de vanadium VIII2Ti3O9 et le titanate de bismuth Bi4Ti3O12.

## Minéraux
Les minéraux ci-dessous ont une composition de titanate :
- l'armalcolite (Mg,Fe)Ti2O5 ;
- la bariopérovskite BaTiO3 ;
- l'ilménite FeTiO3 ;
- la kyzylkumite VIII2Ti3O9 ;
- la loparite-(Ce) (Ce,Na,Ca)(Ti,Nb)O3 ;
- la macédonite PbTiO3 ;
- l'olkhonskite (Cr,V)2Ti3O9 ;
- la pérovskite CaTiO3 ;
- la pseudobrookite (FeIII,FeII)2(Ti,FeII)O5 ;
- la pyrophanite MnTiO3 ;
- la schreyerite VIII2Ti3O9 ;
- la tausonite SrTiO3.